# سعید سعدی (الجزایر)
سعید سعدی (عربی: السعید سعدی)؛ (زاده ۲۶ اوت ۱۹۴۷) یک سیاستمدار الجزایری است که تا سال ۲۰۱۲ رئیس جنبش فرهنگ و دموکراسی بود.

## زندگی‌نامه
او متولد در اغریب می‌باشد و در حال حاضر در تیزی‌اوزو است. او یک پروفسور روانپزشکی است.

## فعالیت‌ها
او یکی از اولین روشنفکران بربر بود که از روزهای اولیه استقلال کشور در سال ۱۹۶۲ سیاست‌های سرکوب دولت الجزایر و انکار حقوق مردم بربر را به روشنی به چالش کشیدند، او چندین بار برای دیدگاه‌های سیاسی‌اش زندانی شده‌است.

### تشکیل حزب
پس از فروپاشی حزب حاکم در سال ۱۹۸۸ سعدی در سال ۱۹۸۹ براساس سکولاریسم و کثرت‌گرایی فرهنگی، RCD را تأسیس کرد، حزب جایگاه ویژه‌ای به عنوان یک حزب لیبرال پیدا کرد که از شکایات بربریت الجزایر حمایت و جانبداری می‌کرد.

### شرکت در انتخابات
او در انتخابات ریاست جمهوری ۱۹۹۵ کاندید شد و ۹ درصد از رای را کسب کرد. او انتخابات ریاست جمهوری سال ۱۹۹۹ را تحریم کرد اما در انتخابات ریاست جمهوری سال ۲۰۰۴ شرکت کرد و به ۱٫۹ درصد آرا دست یافت.
سعدی در روز ۱۵ ژانویه ۲۰۰۹ اعلام کرد که RCD در انتخابات ریاست جمهوری در آوریل ۲۰۰۹ شرکت نخواهد کرد که او آن را به عنوان یک «سیرک ترسناک و خطرناک» خواند.

### استعفا
در ۹ مارس ۲۰۱۲ او به‌طور رسمی از ریاست RCD در کنگره حزب استعفا داد. محسن بلبز به عنوان جایگزینی او در همین کنگره در روز بعد انتخاب شد.

## آثار
سعدی نویسنده کتاب‌های متعدد و جزوات است، از جمله اسکویت، که به‌طور کلی تصدیق شده‌است که اولین رمان نوشته شده در بربر است.
- اسکویت - ۱۹۸۲
- به RCD، قلب باز - ۱۹۹۰
- فرهنگ و دموکراسی - ۱۹۹۱
- الجزایر، دوباره شکست - ۱۹۹۱
- الجزایر، لحظه‌ای از حقیقت - ۱۹۹۶
- امیر: یک زندگی، دو مرده، اراده - ۲۰۱۰[۱]